# Escuela Universitaria de Magisterio Fray Luis de León

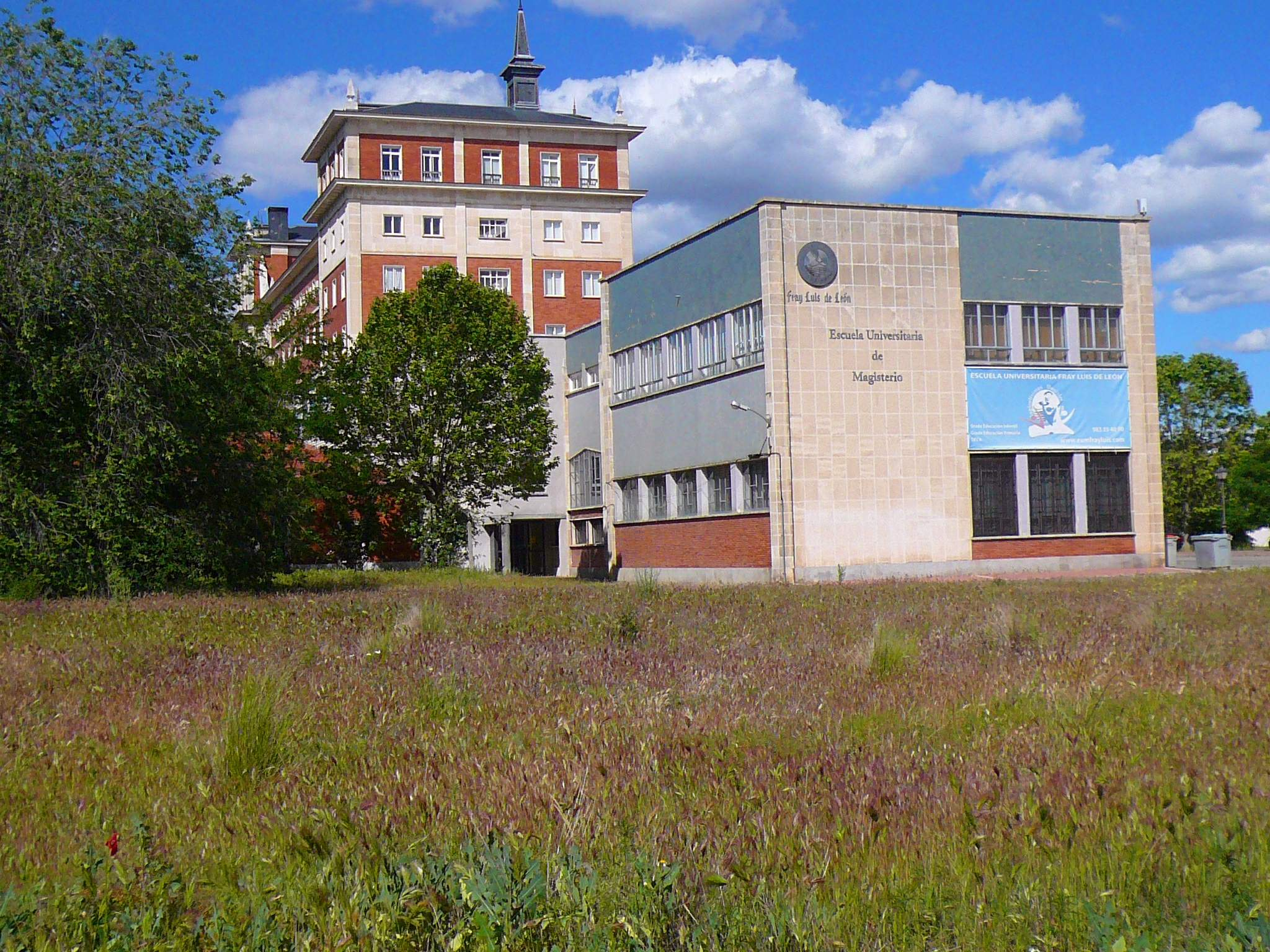
Imagen del edificio en Valladolid

La Escuela Universitaria de Magisterio Fray Luis de León es un centro privado de educación superior, situado en la ciudad de Valladolid. Imparte estudios de Grado en Educación Primaria e Infantil tanto en la modalidad presencial como semipresencial. Se trata de un centro adscrito a la Universidad Católica de Ávila (UCAV)

## Historia
En 1949 comenzó el primer curso de la Escuela Fray Luis de León fundada por las Hijas de Jesús. En 1974 se tramitó su aprobación como centro adscrito a la Universidad de Valladolid y en 2015 cambió su adscripción a la Universidad Católica de Ávila.

## Filosofía
La Archidiócesis de Valladolid es la titular de la Escuela Universitaria de Magisterio Fray Luis de León. El principal objetivo que persigue esta Escuela Universitaria es la impartición de una educación basada en la verdad y en la libertad, con un espíritu cristiano marcado por la buena convivencia que se encuentra en el respeto de la comunidad educativa. Esta Escuela Universitaria apuesta por una formación integral del alumnado, donde ofrece no solo unos conocimientos académicos, sino también la oportunidad de desarrollar valores morales mejorando las facultades humanas a nivel madurativo personal, y de relación social.

## Estudios académicos
La Escuela Universitaria Fray Luis de León imparte docencia en el Grado de Educación Infantil y en el Grado de Educación Primaria tanto en la modalidad presencial como semipresencial. 
El Grado de Maestro en Educación Infantil busca la formación de los educadores para esta etapa. Los alumnos reciben una preparación profesional, además de una formación humana y ética inspirada en los principios del humanismo cristiano. La duración de este Grado es de 4 años con un mínimo de créditos exigidos para la obtención del título de 240 ECTS distribuidos en formación básica (142 ECTS), asignaturas obligatorias (72 ECTS), asignaturas optativas (16 ECTS), prácticas externas (44 ECTS), trabajo de Fin de Grado (6 ECTS).
El Grado de Maestro en Educación Primaria tiene la finalidad de proporcionar una educación que permita afianzar en el alumnado de esta etapa el desarrollo personal y las habilidades culturales básicas relativas a la expresión y la comprensión oral, la lectura, la escritura y el cálculo. Además, este Grado proporciona las herramientas necesarias para que el alumnado pueda desarrollar las habilidades sociales, los hábitos de trabajo y de estudio, así como el sentido artístico, la creatividad y la afectividad. La duración del Grado es de 4 años con un mínimo de créditos exigidos para la obtención del título de 240 ECTS distribuidos en formación básica (60 ECTS), asignaturas obligatorias (100 ECTS), asignaturas optativas (30 ECTS), prácticas externas (44 ECTS), trabajo de Fin de Grado (6 ECTS).
También, la Escuela Universitaria de Magisterio Fray Luis de León oferta las siguientes menciones:
1. Educación Especial
2. Educación Física
3. Lengua Inglesa
4. Audición y Lenguaje
5. Educación Musical
6. Educación Artística

## Proyectos de Innovación Educativa
Entre los Proyectos de Innovación Educativa que ofrece la Escuela Universitaria Fray Luis de León incluyen (a) aprendiendo a ser maestros; (b) liderazgo educativo; (c) voluntariado; (d) misiones interuniversitarias; (e) proyecto invoco; (f) proyecto esquilia; y (g) proyecto piscina con niños con dificultades motoras.

### Aprendiendo a ser maestros
Se trata de un proyecto de innovación docente que surgió de la necesidad e iniciativa personal de los
propios estudiantes universitarios de la Escuela Universitaria de Magisterio Fray Luis de León para mejorar su formación académica de forma práctica.
Desde el 22 de mayo de 2013, se realiza una vez al año al año en la propia Escuela Universitaria. 
Los alumnos y las alumnas de la Escuela adoptan el papel de “maestros” por un día, en los diferentes talleres educativos que ellos mismos han diseñado, en base a una temática principal y común para todos ellos. A su vez, los alumnos y las alumnas de las etapas de Educación infantil y de Educación Primaria de diferentes centros escolares de Valladolid se turnan en la realización de los diferentes talleres. De este modo, los estudiantes de magisterio desarrollan habilidades de liderazgo educativo, además de la transmisión de contenidos académicos y metodológicos que previamente han adquirido en las aulas.

### Liderazgo educativo
Es un curso destinado a cualquiera de los estudiantes de Grado en Educación Primaria e Infantil, maestros y profesionales de la educación que deseen ampliar su formación adentrándose en el ámbito del liderazgo aplicado al campo de la educación. Reciben pautas útiles para poder llevarlas a cabo en el aula con mayor éxito. El curso también está abierto a personas que quieran recibir una formación humana y en valores para poder ser capaces de transmitir esos mismos valores en los ambientes donde se desarrolle.
El curso está basado en la pedagogía del Padre Tomás Morales y aborda las dimensiones fundamentales de un liderazgo educativo (análisis de ejemplos prácticos, la exigencia como núcleo educativo, el espíritu de lucha, el cultivo de la reflexión y el valor de la constancia).

### Voluntariado
La Escuela Universitaria de Magisterio Fray Luiís de León ofrece distintos programas de voluntariado para los estudiantes a través de la Escuela de Voluntariado Tomás
Morales.

### Misiones interuniversitarias: Escuela de voluntariado Tomás Morales
La Escuela de Voluntariado Tomás Morales es un servicio que ofrece la Escuela Universitaria de Magisterio Fray Luis de León de Valladolid en colaboración con la ONG Berit. Da la posibilidad de formar parte de un Grupo de Apoyo Misionero (GAM) con la finalidad de llevar a cabo un proyecto de Misión Universitaria e Internacional durante tres semanas durante los meses de verano. De hecho, su labor más importante es dar a conocer a Dios, sin descuidar las necesidades materiales.
Además, cuenta con la participación de la Universidad Católica de Ávila, la Universidad Católica de Valencia y la Escuela de Magisterio San Pablo CEU de Vigo, además de profesores y estudiantes de varias universidades de Madrid.

### Proyecto INVOCO y ESQUILIA
Se trata de dos proyectos de voluntariado escolar que integra la inteligencia, la voluntad y el corazón. Consiste en llevar a cabo un itinerario de actividades enfocadas en las tres dimensiones mencionadas anteriormente con niños de 3º a 6º de Educación Primaria. Este proyecto tiene lugar los sábados del primer cuatrimestre en el colegio SAFA-Grial.

### Proyecto ASOMBRARTE
Se trata de un proyecto de voluntariado que tiene lugar en el Hospital Río Hortega. Su finalidad es apoyar a los niños y a sus familias a través de juegos, cantos, manualidades y dinámicas. Este proyecto tiene lugar en la Unidad de Pediatría de este hospital.

### Proyecto piscina con niños con dificultades motoras
Se trata de un proyecto de voluntariado orientado a niños con parálisis cerebral y otras discapacidades motoras. Consiste en acompañar a los niños a la piscina 1 o 2 días a la semana durante el curso académico.

## Otras actividades formativas

### Teatro
El Grupo Universitario de Teatro Fray Luis de León está formado por un grupo de estudiantes de la Escuela Universitaria de Magisterio Fray Luis de León que tuvo sus comienzos en el curso académico 2014-2015. Su objetivo principal es el llegar a la audiencia a través de las denominadas artes escénicas.
Un ejemplo de obra teatral es el Esgueva y Pisuerga que fue representada en las calles de Valladolid el 1 de noviembre del 2014.
Esta actividad cultural está especialmente recomendada a maestros y maestras de Educación Primaria e Infantil ya que, a través de la representación escénica, se consigue vencer el miedo escénico o al hablar en público. Además, aumenta tanto la capacidad de atención como la capacidad de memoria.

### Deportes
La Escuela participa en diferentes torneos nacionales (por ejemplo, el Campeonato de España Universitario) enfocados en el baloncesto, el fútbol sala, el vóleibol, el pádel o el campo a través y orientación.

### DECA
La Declaración Eclesiástica de Competencia Académica (o DECA) tiene como objetivo formar a profesores que estén capacitados para llevar a cabo una enseñanza religiosa escolar que pueda ser de alta calidad tanto religiosa como moral. Los contenidos que aborda la DECA incluyen principios humanísticos, el respeto, la disciplina y la vocación por la enseñanza.

### Monitor de tiempo libre
A través del convenio firmado con la  Escuela de Tiempo Libre Tellamar-Aidamar, la Escuela Universitaria de Magisterio Fray Luis de León oferta el Título oficial de Monitor de Tiempo Libre, homologado por la Junta de Castilla y León.